# فریتس آندره
فریتس آندره (انگلیسی: Fritz André؛ زادهٔ ۱۸ سپتامبر ۱۹۴۶) بازیکن فوتبال اهل هائیتی بود.
وی همچنین در تیم ملی فوتبال هائیتی بازی کرده‌است.